# Bandeira do Iraque
A bandeira do Iraque é um dos símbolos oficiais da República do Iraque. Seu desenho atual foi oficializado em 22 de janeiro de 2008.

## Descrição
"Seu desenho consiste em um retângulo de proporção comprimento largura de 3:2 dividido horizontalmente em três faixas de mesma largura, sendo a superior vermelha, a intermediária branca e a inferior preta. Na faixa branca está escrito em árabe Allah-u-Akbar (Deus é grande) escrito em letras verdes no estilo cúfico, que recebe este nome por ter sido utilizado primeiramente, em caráter oficial, na cidade de Kufa, na Mesopotâmia, região correspondente ao atual Iraque".
Esta bandeira segue o modelo tricolor das bandeiras da Revolta Árabe. Após a ocupação norte-americana, tentou-se criar um desenho fora desse contexto, o qual foi, no entanto, rejeitado. Uma nova bandeira foi adotada em Janeiro de 2008, tendo sido retiradas as três estrelas verdes associadas ao partido Ba'ath, que significavam unidade, liberdade e socialismo.

## Histórico de bandeiras do Iraque

Bandeira do Mandato Britânico da Mesopotâmia, de 1921 a 1924
Bandeira do Reino do Iraque de 1932 a 1958
Bandeira do Iraque de 1959 a 1963
Bandeira do Iraque de 1963 a 1991
Bandeira do Iraque de 1991 a 2004
Bandeira proposta para o Iraque em 2004
Bandeira do Iraque de 2004 a 2008
Bandeira Atual do Iraque, adotada em 22 de Janeiro de 2008